# Дочев, Иван
Иван Димитров Дочев (болг. Иван Димитров Дочев; 7 января 1906, Шумен — 14 мая 2005, Шумен) — болгарский ультраправый политик, один из основателей Союза болгарских национальных легионов. В начале 1940-х глава администрации Калофера и Силистры. Во Второй мировой войне сторонник союза с Германией, член венского эмигрантского правительства Александра Цанкова. Политэмигрант в течение 47 лет, трижды приговорён к смертной казни в коммунистической НРБ. Основатель антикоммунистического Болгарского национального фронта. После возвращения в Болгарию национал-демократический активист.

## Болгарский легионер
Родился в семье полковника болгарской армии. Окончил юридический факультет Софийского университета. Состоял в националистической организации Родна защита. В 1929 пр расколе организации возглавил её радикальное крыло, на основе которого было создано молодёжное объединение будущих национальных легионов. Возглавлял правонационалистическую организацию учащейся молодёжи Националния студентски съюз. Редактировал издания Прелом, Идеи и дела.
В 1932 Иван Дочев стал одним из основателей крайне правого Союза болгарских национальных легионов. Организация стояла на позициях национализма и антикоммунизма, эволюционировала под влиянием итальянского фашизма и германского национал-социализма. В программе появились корпоративистские установки и антисемитизм.
В 1934 Иван Дочев вместе с Николой Жековым посетил нацистскую Германию и был принят Гитлером. Нацистский фюрер одобрил идею объединения всех болгар в едином государстве, что означало территориальные захваты на Балканах. Однако по внутреннему положению в Болгарии взаимопонимания не нашлось, поскольку Гитлер не поддержал планы болгарских легионеров по свержению царя Бориса III (Берлин делал ставку не на идейных единомышленников, а на контролирующую положение монархию).
В 1938 радикальная группа Дочева отделилась от легионерского руководства во главе с генералом Луковым. Активность дочевских легионеров вызывала недовольство властей. Дочев возглавлял Земледельческий союз — профобъединение крестьян-единоличников численностью до миллиона человек. Выступал под лозунгами «Землю — всем!», «Коллективное хозяйствование» и т. п.
Дочев неоднократно задерживался полицией, считался «опасным для порядка и спокойствия».
В 1940—1943 Иван Дочев являлся кметом (мэром) городов Калофер и Силистра. В Калофере он известен устройством метеорологической станции, в Силистре запомнился активной промышленной и социальной политикой, строительством жилья, расширением порта, введением жёсткого контроля над торговлей.
В годы Второй мировой войны Дочев снова вступил в союз с Луковым и занял аналогичную прогерманскую позицию. В 1944 Иван Дочев вошёл в состав базировавшегося в Вене правительства Александра Цанкова и до конца поддерживал Германию.
6 сентября 1944 Дочев с женой Марией (урождённая Селвелиева) и ближайшим сподвижником Георгием Паприковым бежал из Болгарии в Австрию.

## Антикоммунистический эмигрант

### Германское начало
После войны в отношении Дочева было вынесено в НРБ три смертных приговора. В досье коммунистической госбезопасности НРБ он значился под псевдонимами Дочо и Фюрерът. Среди обвинений была отправка евреев в нацистские лагеря уничтожения. Сам Дочев категорически это опровергал и заявлял, что под его руководством Легионы много делали для защиты евреев от нацистов.
В 1945 Иван Дочев первоначально обосновался в Зальцбурге и возобновил политическую активность. Затем перебрался в Германию. В 1947 по его инициативе был создан Болгарский национальный фронт (БНФ) — главная организация болгарской антикоммунистической эмиграции.
В 1948 Дочеву присвоена степень доктора экономических наук в Гейдельбергском университете.
Сложности с получением западногерманского гражданства вынудили Дочева в 1951 перебраться в Канаду, оттуда — в США.

### Американское продолжение
Болгарский национальный фронт присоединился к Антибольшевистскому блоку народов и Всемирной антикоммунистической лиге (впоследствии Дочев вышел из руководства АБН из-за разногласий с Ярославом Стецько). Консервативные круги болгарской эмиграции предостерегали американцев от контактов с «фашистской» организацией Дочева, однако БНФ установил отношения сотрудничества с крайне правым крылом Республиканской партии и Heritage Foundation.
Иван Дочев был видной фигурой международной антикоммунистической эмиграции. Вокруг БНФ, журналов Свобода и Борба консолидировались болгарские радикальные антикоммунисты, особенно в Северной Америке. В 1959 конфликт с группой Христо Статева привёл к временному расколу БНФ на самостоятельные Български национален фронт — Борба (Дочев) и Български национален фронт — Свобода (Статев). Однако в итоге структуру БНФ в целом сохранили за собой сподвижники Дочева.
В 1981 75-летний Дочев уступил председательство в БНФ Георгию Паприкову. C 1984 председателем БНФ является Александр Дерводелский. При этом Иван Дочев оставался бесспорным политическим лидером БНФ вплоть до своей кончины в 2005.
В 1982 Дочев опубликовал в Нью-Йорке книгу Half Century Struggle Against Communism for the Freedom of Bulgaria — «Полвека борьбы против коммунизма за свободу Болгарии».
По некоторым данным, в США Дочев избежал покушения, подготовленного коммунистической госбезопасностью НРБ.
Политические позиции Ивана Дочева в целом оставались ультраправыми и основывались на идеологии Легионов. В то же время Дочев заметно эволюционировал в общедемократическом направлении. В своих выступлениях он делал акценты на свержении диктатуры БКП и восстановлении Тырновской конституции, гарантировавшей гражданские и политические свободы.

## Болгарский национал-демократ
В 1991, после падения коммунистического режима, 85-летний Иван Дочев вернулся на родину. Он принимал активное участие в болгарской политике.

Всю жизнь я боролся против коммунизма за свободу Болгарии. Сегодня, когда болгарский народ восстал против коммунизма, моё место с ним.

Иван Дочев

Являлся почётным председателем Болгарского национального фронта. Поддерживал Союз демократических сил, президента Желю Желева, затем Симеона II и его Национальное движение.
В экономике Дочев выступал за максимальное стимулирование малого бизнеса, особенно на селе, апеллируя при этом к производственным традициям Болгарии. В этом он видел залог решения социальных проблем, в частности, преодоление безработицы. В то же время в сфере образования Дочев был сторонником государственной системы, которая готовила бы технических специалистов, а не большое количество нетрудоустраиваемых «историков, философов, писателей, становящихся официантами или продавцами». Особое внимание уделял он молодёжной политике, напоминая об опыте Болгарских легионов, вовлекавших «молодых идеалистов».
В области национальных отношений Иван Дочев указывал на известный ему пример США, где демократизм прочно соединён с гражданским национализмом. Подчёркивал своё расположение к турецкой общине Болгарии. Категорически отвергал обвинения в антисемитизме, приписывая их «коммунистической пропаганде».
Идеологически Дочев подчёркивал свою приверженность прежним взглядам и легионерской традиции. Но в практической политике выступал с позиций национал-демократии. Крайние националисты подвергали Дочева критике за высказывания против создания фашистской партии, за связь с «еврейским лобби, окружившем Симеона».
Иван Дочев скончался в родном городе, не дожив менее 8 месяцев до своего 100-летия.